# میهای کیوک
میهای کیوک (رومانیایی: Mihai Cioc؛ زادهٔ ۱۴ ژوئن ۱۹۶۱) جودوکار اهل رومانی بود.
وی در مسابقات کشوری و بین‌المللی در مجموع برندهٔ ۱ مدال طلا، ۳ مدال برنز شده‌است.